# Hakpåse

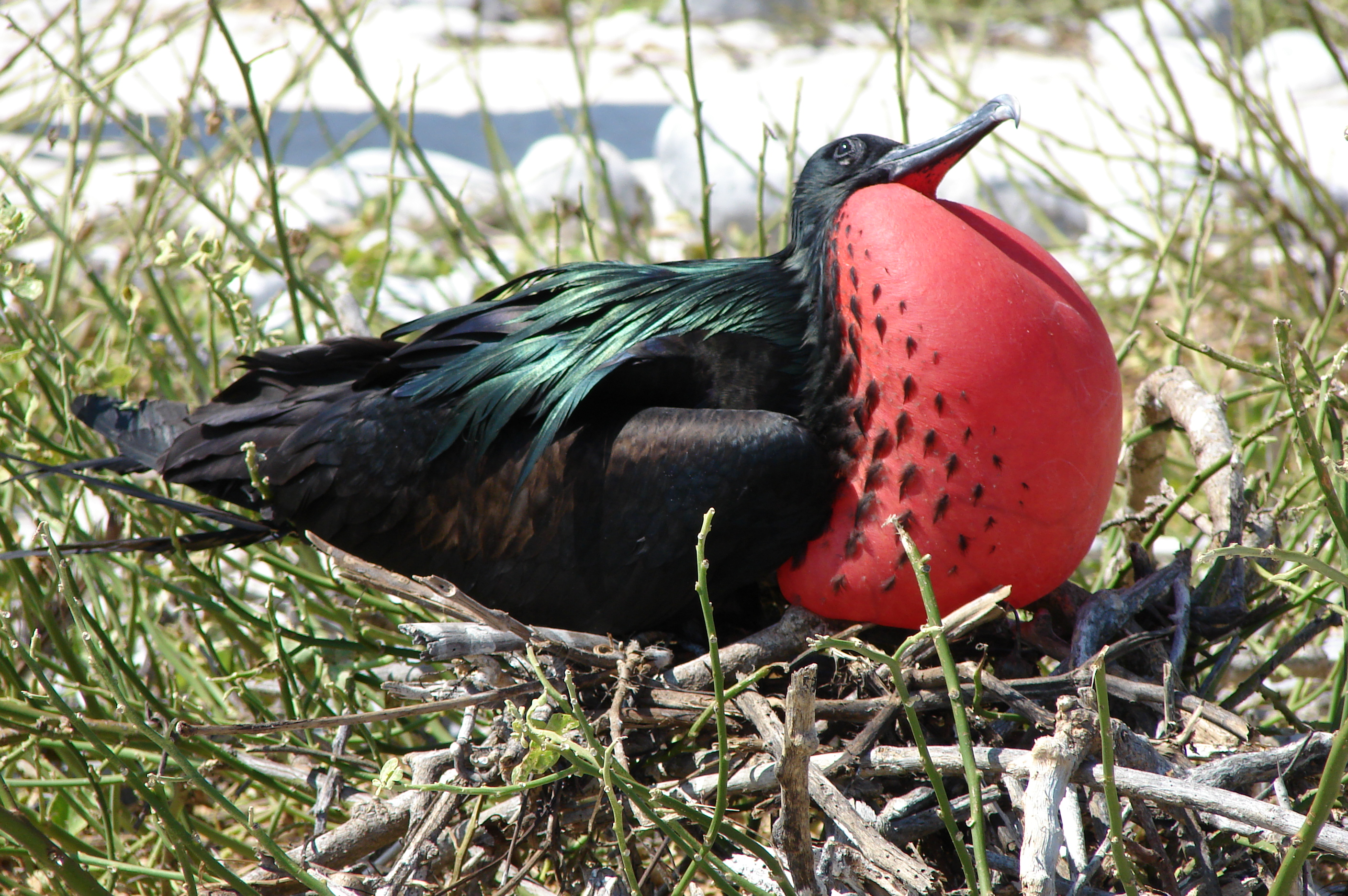
Större fregattfågel som visar upp sin uppblåsta hakpåse.

Hakpåse, också kallad näbbsäck, är hos fåglar ett fjäderlöst flexibelt och töjbart hudparti som sitter fast vid näbbroten under näbben. Hakpåsen kan vara mycket framträdande, som hos pelikaner och fregattfåglar eller liten som hos skarvar och sulor i släktet Sula. Hos de arter som har en större hakpåse, och som då ofta kallas näbbsäck, används den ofta för att förvara fisk eller annan föda under födosöket.
Hos skarvar har hakpåsen ofta en kontrasterande färg vilket indikerar att den fungerar som en social signal, speciellt som färgen ofta blir mer intensiv hos adulta individer under häckningsperioden. Hos fregattfåglarna används hakpåsen på ett dramatiskt sätt. Under parningstiden blåser hanarna upp påsen så att den blir till en stor röd ballong som kan hålla sig uppspärrad i upp till 20 minuter.
Förekomsten av detta fjäderlösa hakparti var en av de anatomiska kännetecken som definierade den klassiska ordningen pelikanfåglar. Senare studier har visat att förekomsten av hakpåse har utvecklats genom konvergent evolution och att den traditionella grupperingen var felaktig.     
Flera arter fladdrar med detta nakna hudparti för att svalka sig. Detta beteende har observerats hos skarvar, pelikaner, sulor, fregattfåglar, ormhalsfåglar, hägrar, ugglor, duvor, tuppgökar och hos flera hönsfåglar.

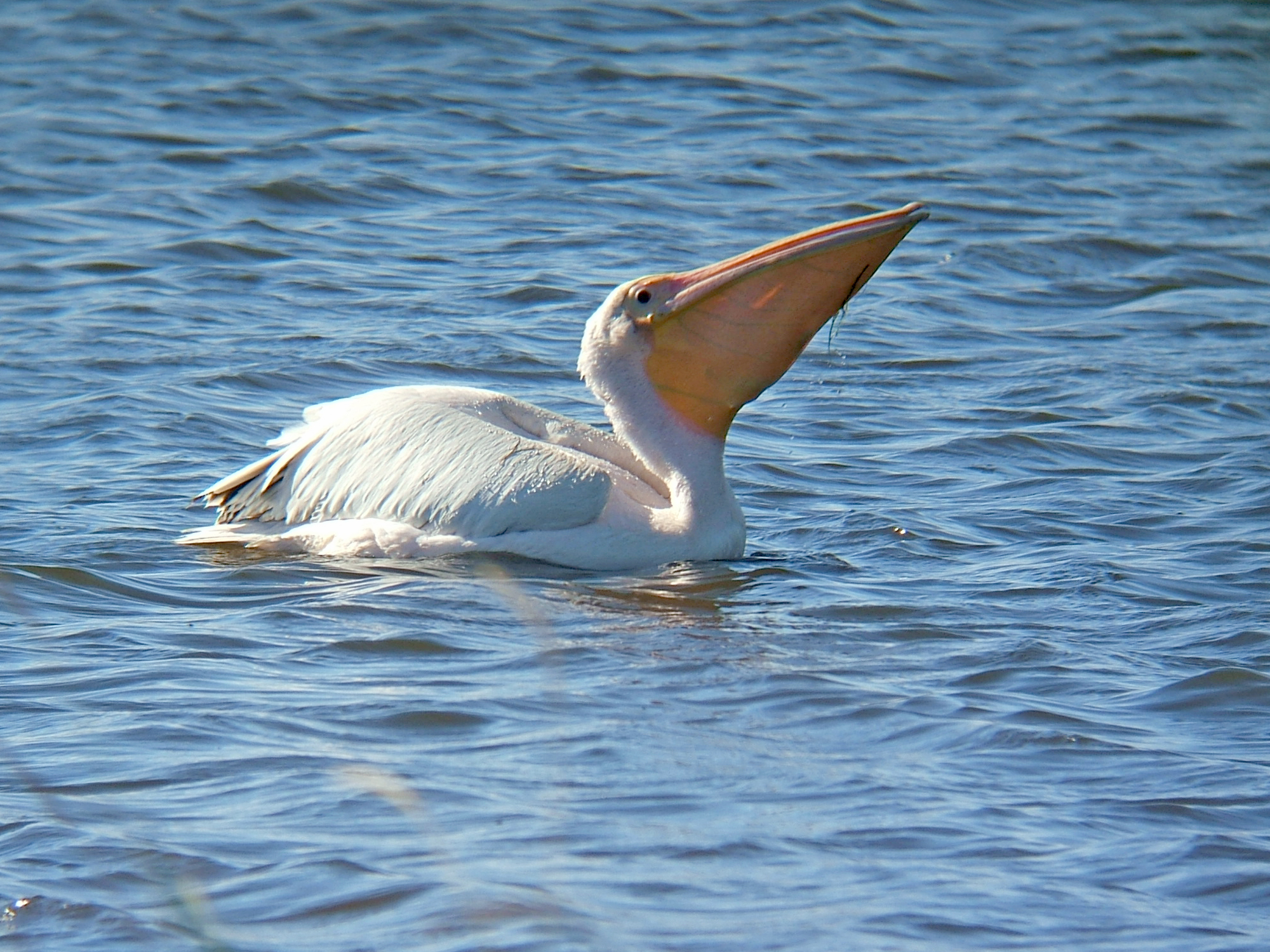
Vit pelikan med sin stora näbbsäck.
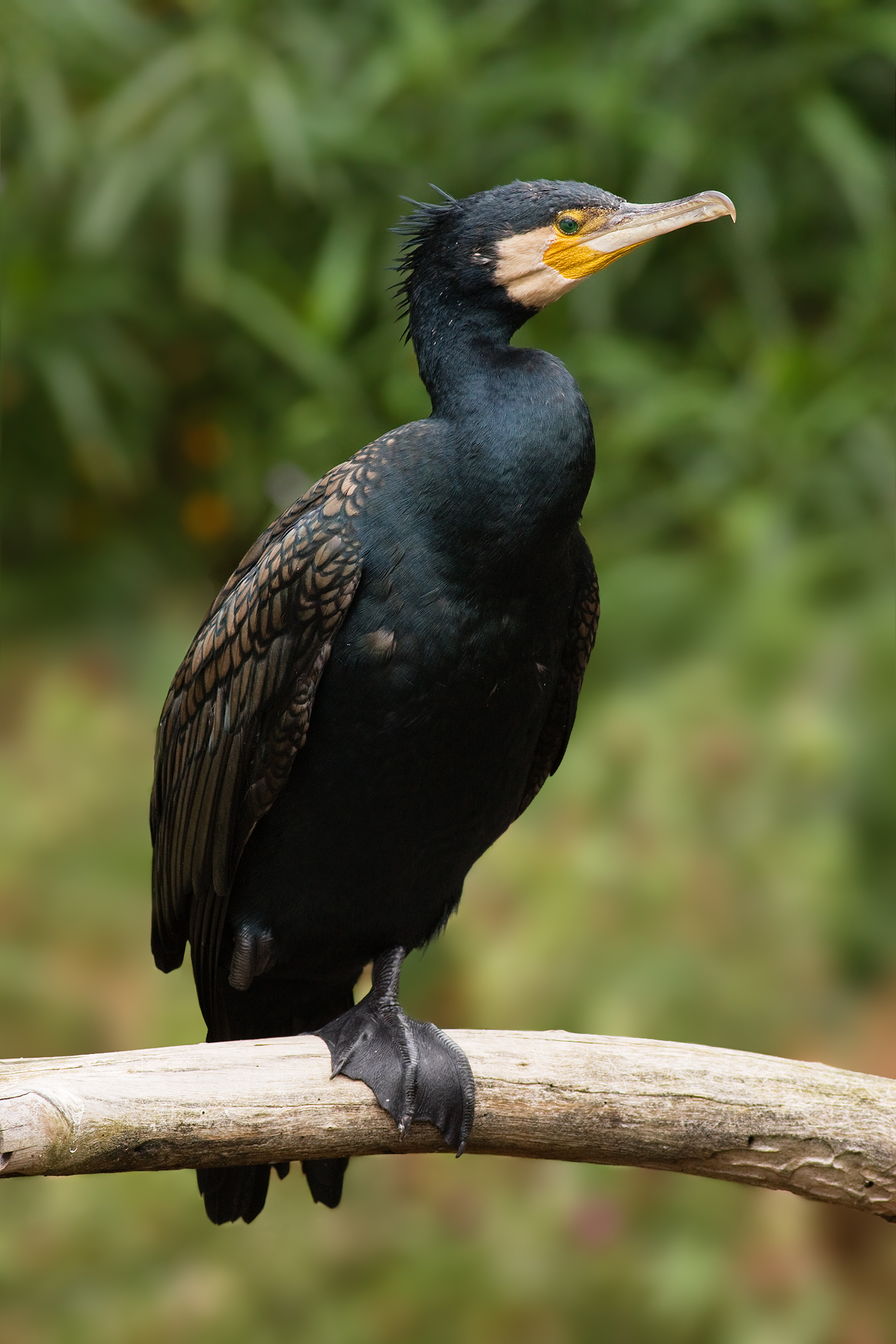
Storskarv med sin diskreta gula hakpåse.
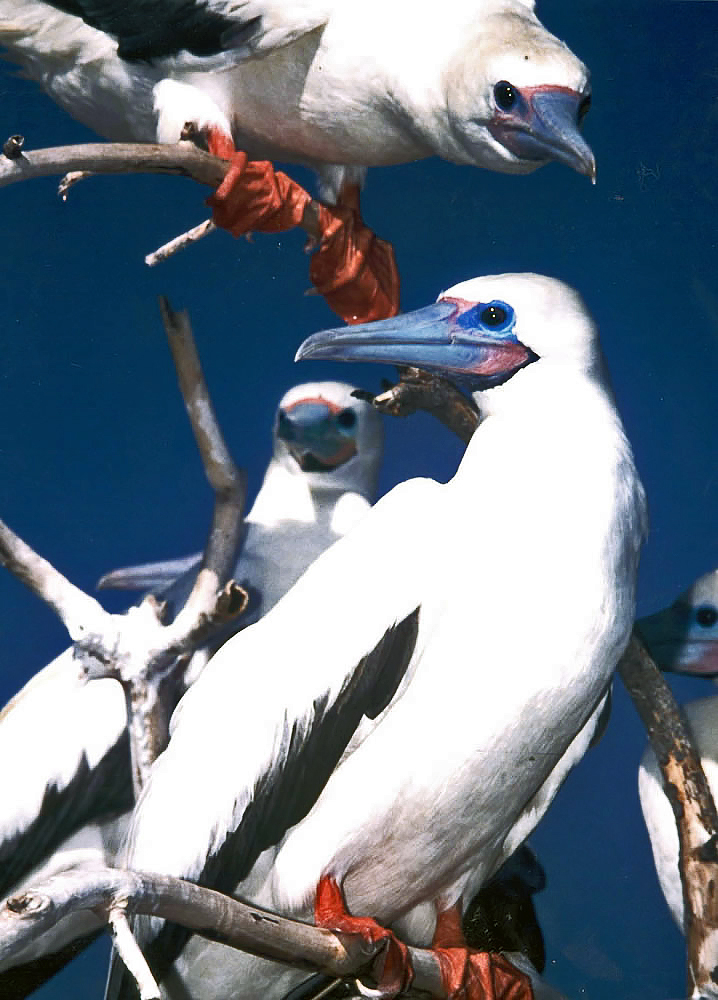
Rödfotad sula med sin diskreta rosa hakpåse.